# Piesporter Goldtröpfchen
Der Piesporter Goldtröpfchen ist eine Weinlage der Ortsgemeinde Piesport im Anbaugebiet Mosel, Bereich Bernkastel.

## Weinlage
Die 66 Hektar große Weinlage erstreckt sich links der Mosel beginnend oberhalb des Piesporter Ortsteils Ferres an einem Steilhang in vor allem südöstlicher Ausrichtung bis zur Moselloreley. Sie bildet die Form eines Amphitheaters. Es wird angenommen, dass das im Gedicht Mosella von D. M. Ausonius (Verse 155 und 156: ... vitibus assurgut naturalique theatro) erwähnte Naturtheater diesen Berghang beschreibt. Der Boden besteht aus Schiefer. Die Lage ist mit Riesling bepflanzt. Das Piesporter Goldtröpfchen ist eine Große Lage des VDP und für Große Gewächse des Bernkasteler Rings zugelassen. Die erste bekannte schriftliche Verwendung des Lagenamens stammt aus dem Jahre 1868. Damals verkaufte ein Winzer aus Piesport gemäß einem Kellerbuch aus dem Jahre 1875 insgesamt dreizehn Flaschen 1868er Piesporter Goldtröpfchen nach Berlin zum Preis von 6 Mark je Flasche. Dieses Kellerbuch befindet sich heute noch im Besitz eines Piesporter Weingutes.

## Anteilseigner
Folgende Weingüter haben Besitz im Piesporter Goldtröpfchen:
- Reichsgraf von Kesselstatt
- Weingut Christoph Eifel
- Weingut Weller-Lehnert
- St-Urbanshof
- Weingut Breit
- Lehnert-Veit
- Lothar Kettern
- Weingut Kirsten
- Weingut und Gästehaus Karthäuserhof
- Familienweingut Franzen
- Reinhold Haart
- A. J. Adam
- Günther Steinmetz
- Grans-Fassian
- Vereinigte Hospitien
- Reuscher-Haart
- Hoffmann-Simon
- Kurt Hain
- Bischöfliche Weingüter Trier
- Peter Veit
- Martina und Robert Mertes
- Weingut Klosterhof (Brauneberg)
- Weingut Schloss Lieser
- Weller-Lehnert
- Weingut V. Meeth
- FAMILIA Andreas Schemer
- Weingut Schmitt-Veit